# Khamfeuang Phanthaxay
Khamfeuang Phanthaxay ist ein laotischer Diplomat.

## Werdegang
Phanthaxay erhielt 2000 einen Bachelor-Titel in Politikwissenschaften und 2004 einen weiteren in Linguistik von der Nationaluniversität Laos. Außerdem hat er seit 2008 einen Master-Abschluss der australischen Flinders University inne im Fach Öffentliche Verwaltung.
2001 begann Phanthaxay als Referent der Abteilung für internationale Beziehungen von Massenorganisationen beim Ausschuss für Außenbeziehungen des Zentralkomitees der Volksrepublik Laos (CERCCP). zu arbeiten. Von Oktober 2010 bis Dezember 2010 war er stellvertretender Direktor der Abteilung und zwischen 2011 und 2014 zweiter Sekretär und stellvertretender Missionschef der laotischen Botschaft auf den Philippinen. Es folgte von Juli 2014 bis September 2014 das Amt des stellvertretenden Direktors der Abteilung Europa und Amerika, Abteilung für Parteibeziehungen beim CERCCP. Von Oktober 2014 an bekleidete Phanthaxay das Amt des Abteilungsdirektors. Es folgte die Leitung der Abteilung Strategische Forschung von Juni 2016 bis Juni 2017 und von Juli 2017 bis April 2021 das Amt des stellvertretenden Generaldirektors in der Abteilung Forschung und Information des CERCCP. Von Mai 2021 bis Oktober 2023 war Phanthaxay Generaldirektor der Abteilung für Forschung und multilaterale Beziehungen beim CERCCP.
Noch 2023 wurde Phanthaxay zum laotischen Botschafter in Jakarta ernannt, mit Zuständigkeit für Indonesien und Osttimor. Am 8. Dezember 2023 übergab Phanthaxay seine Akkreditierung für Indonesien und am 19. Februar 2024 seine Akkreditierung für Osttimor. Im Dezember 2023 wurde Phanthaxay außerdem zum Vertreter der Demokratischen Volksrepublik Laos im Beirat des ASEAN Institute for Peace & Reconciliation (ASEAN-IPR) ernannt.

## Sonstiges
Phanthaxay ist Träger der Arbeitsmedaille des Premierministers der Demokratischen Volksrepublik Laos und eines Arbeitsordens dritter Klasse des Präsidenten.
Er ist verheiratet und hat zwei Töchter.